# Polycirrus tenuisetis
Polycirrus tenuisetis är en ringmaskart som beskrevs av Langerhans 1881. Polycirrus tenuisetis ingår i släktet Polycirrus och familjen Terebellidae. Arten har ej påträffats i Sverige. Inga underarter finns listade i Catalogue of Life.